# Lambanetes
Genre
Lambanetes est un genre de copépodes de la famille des Rhynchomolgidae.

## Distribution
Les espèces de ce genre sont endémiques de Nouvelle-Calédonie. Elles se rencontrent dans l'océan Pacifique.
Les espèces de ce genre sont associées à des anémones de mer.

## Liste des espèces
Selon World Register of Marine Species (22 décembre 2017) :
- Lambanetes gemmulatus Humes, 1982
- Lambanetes stichodactylae Humes, 1982

## Publication originale
- Humes, 1982 : A review of Copepoda associated with sea anemones and anemone-like forms (Cnidaria, Anthozoa). Transactions of the American Philosophical Society, Philadelphia, vol. 72, no 2, p. 1-120.